# Nebelstein
Nebelstein (1017 m) je jeden z nejvyšších vrcholů pohoří Gratzener Bergland neboli Freiwald (rakouské části Novohradských hor) v západní části dolnorakouského Waldviertelu.

## Poloha

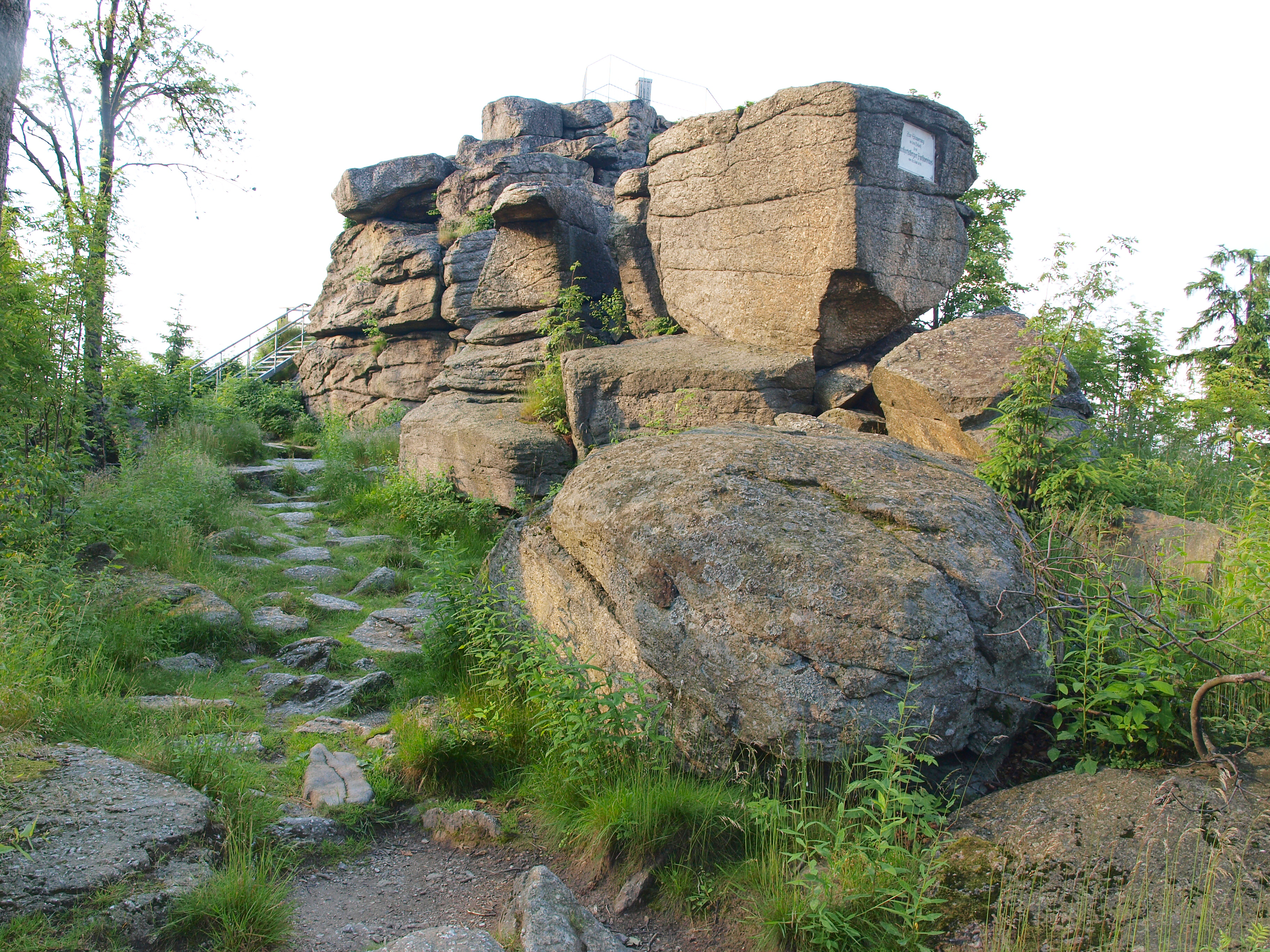
Vrchol hory Nebelstein s přírodní rozhlednou

Leží 2,5 kilometru severně od Harmanschlagu, který náleží obci St. Martin, a asi 4 km východně od česko-rakouské hranice. Nejbližší město je 9 km vzdálená Weitra.

## Popis vrcholu
Na vrcholové skále je kříž a vyhlídka, na níž vede schodiště a z níž se otevírá kruhový rozhled. Pod vrcholem byla postavena chata Nebelsteinhütte patřící ÖAV. Přes Nebelstein vede dálková turistická trasa Nordwaldkammweg, která je součástí E8.

### Rozhled
Z vrcholové vyhlídky je za dobré viditelnosti vidět na severu Třeboňská pánev, na severozápadě Kleť, na západě Třístoličník, na jihu Ötscher v Ybbstalských Alpách a na východě St. Leonhard am Hornerwald.

## Geologie
Geologicky patří k Českému masivu, je tvořen žulami. Na vrcholu vystupuje rozsáhlá skalní hradba.

## Vodstvo
Přes Nebelstein probíhá rozvodí mezi Malší a Lužnicí. Na jihozápadním úbočí hory pramení říčka Černá (Schwarzaubach).

## Reference

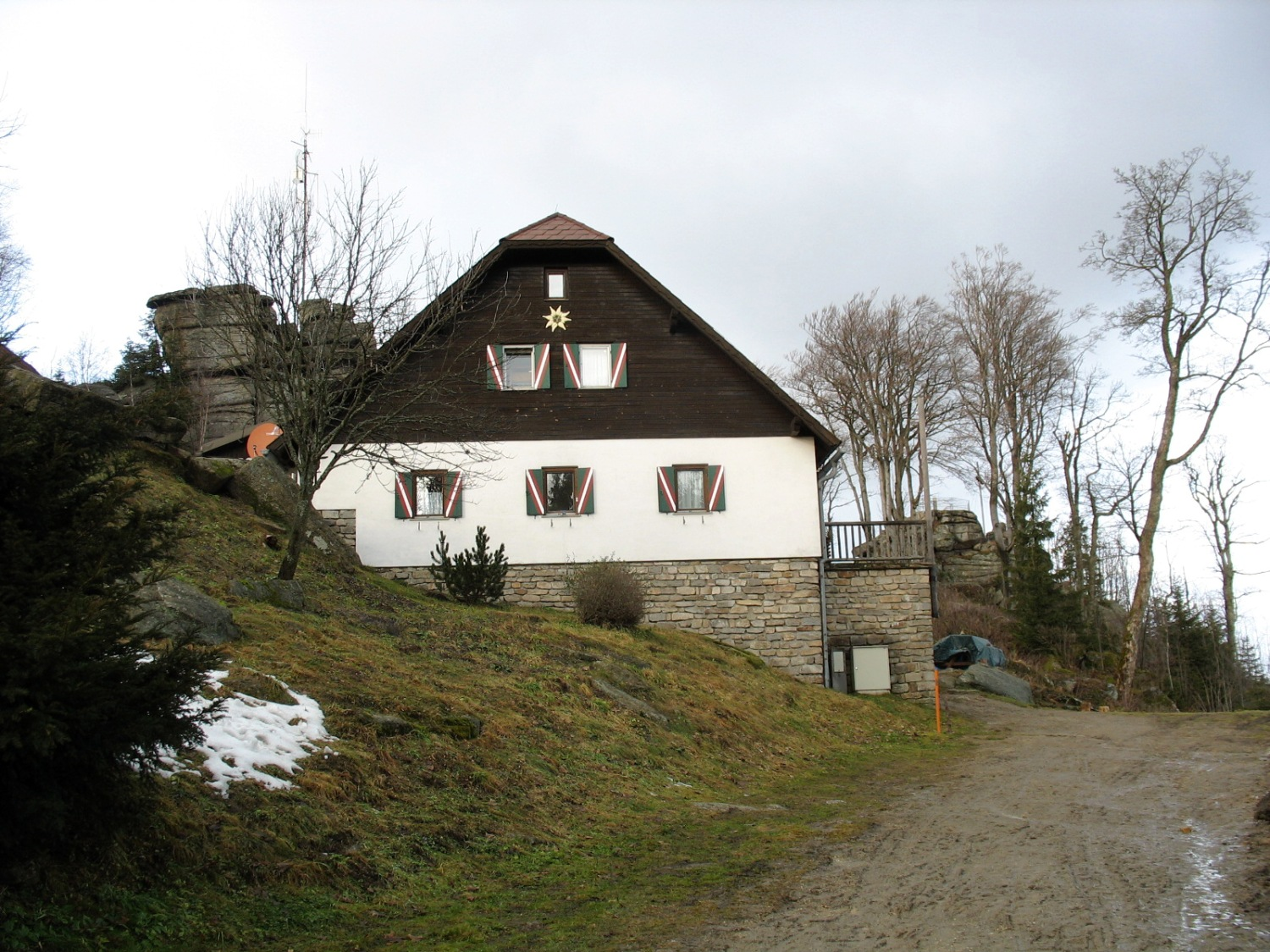
Občerstvení těsně pod vrcholem hory Nebelstein
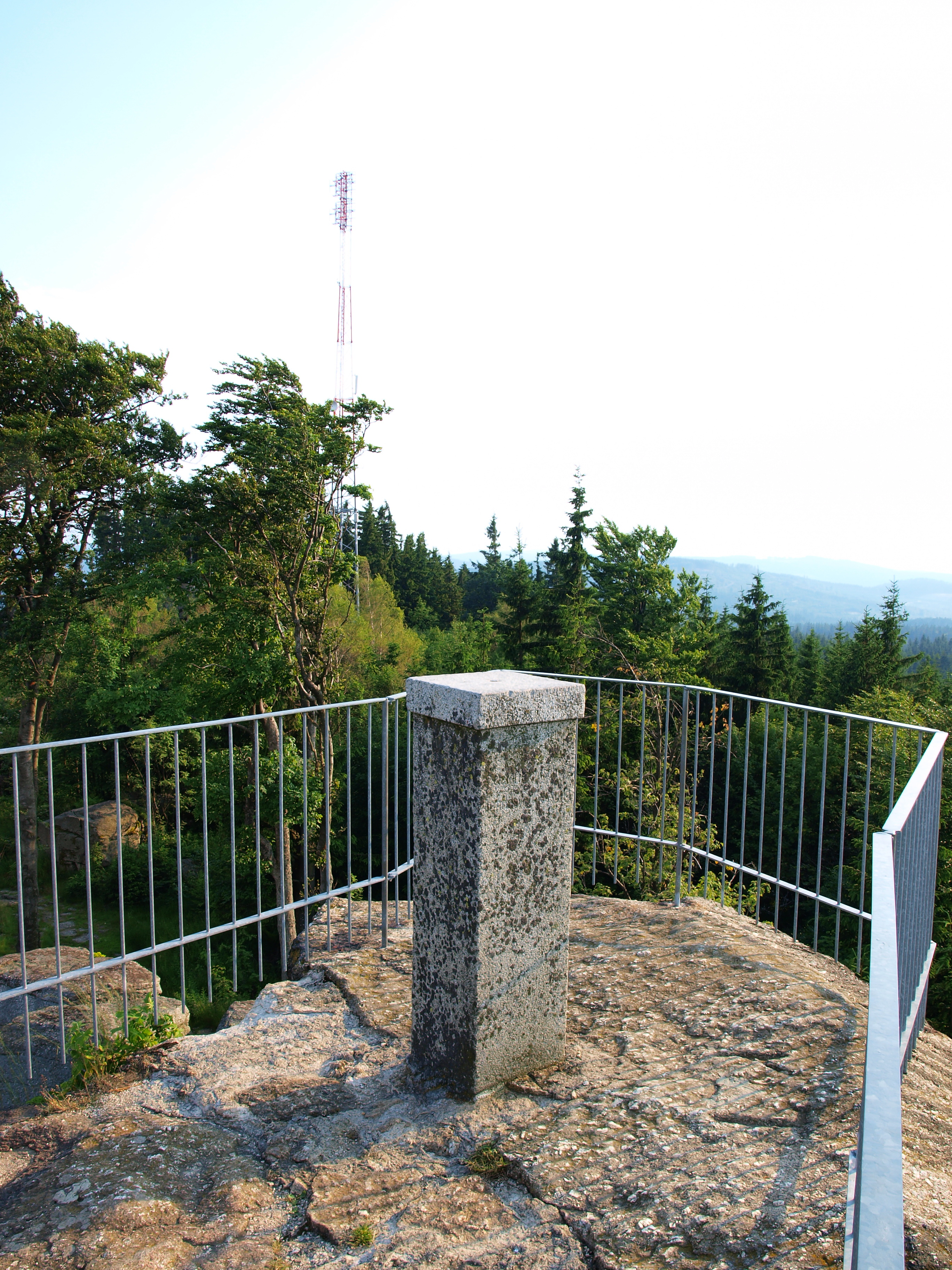
Rozhledna na Nebelsteinu a její nejvyšší bod.
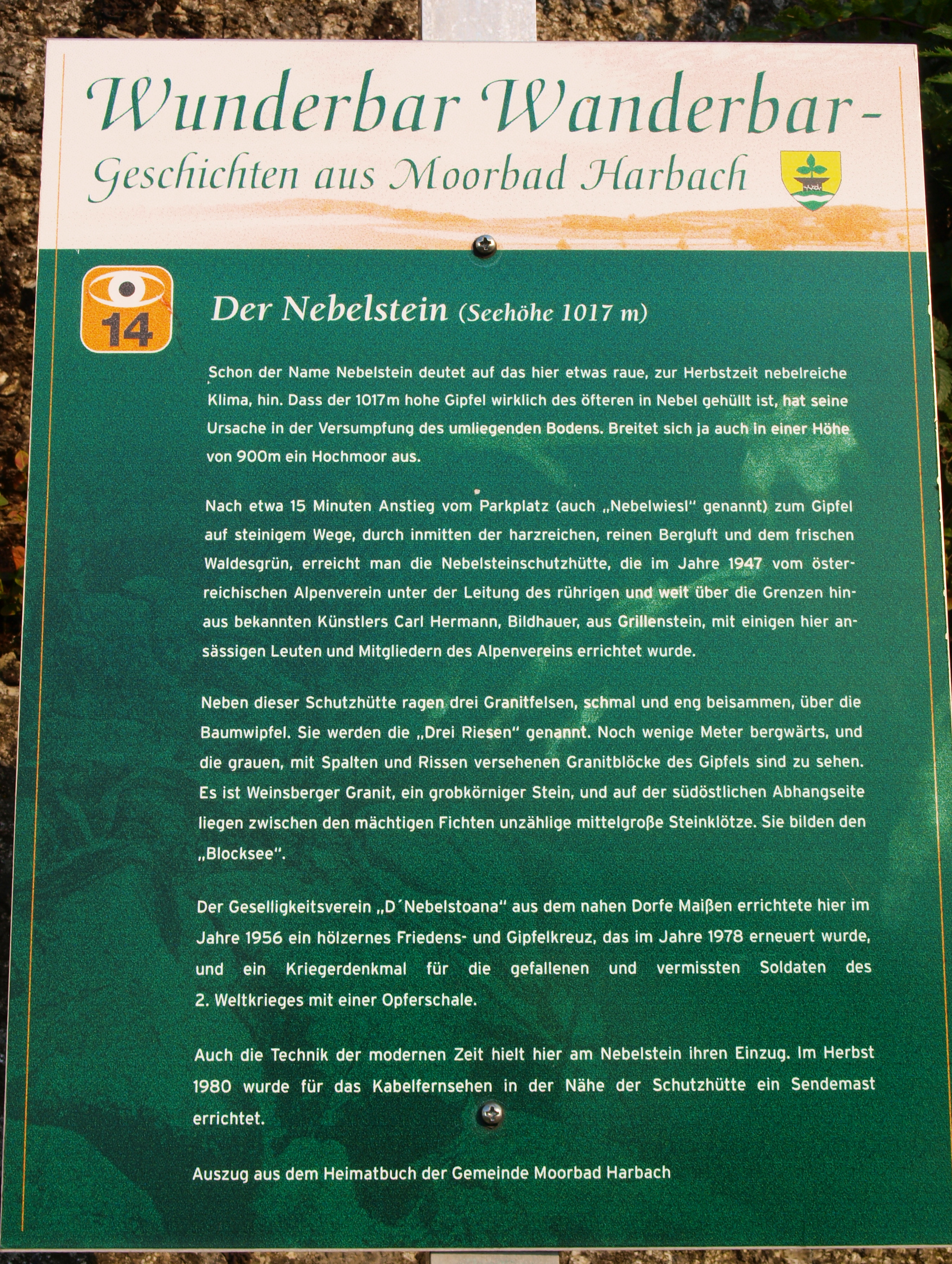
Popis hory Nebelstein (Německy)
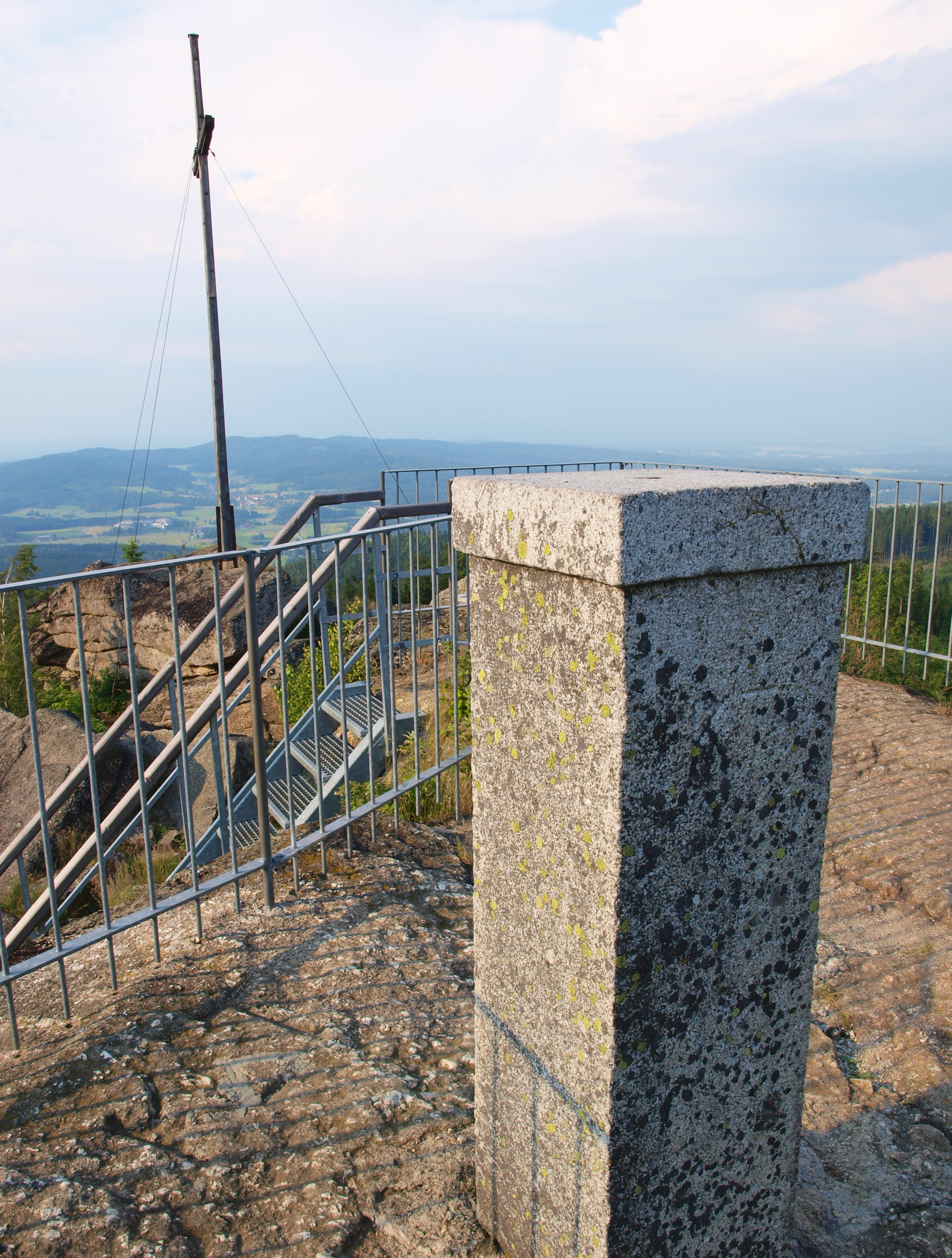
Nejvyšší bod hory Nebelstein s nivelačním bodem a kovovým křížem
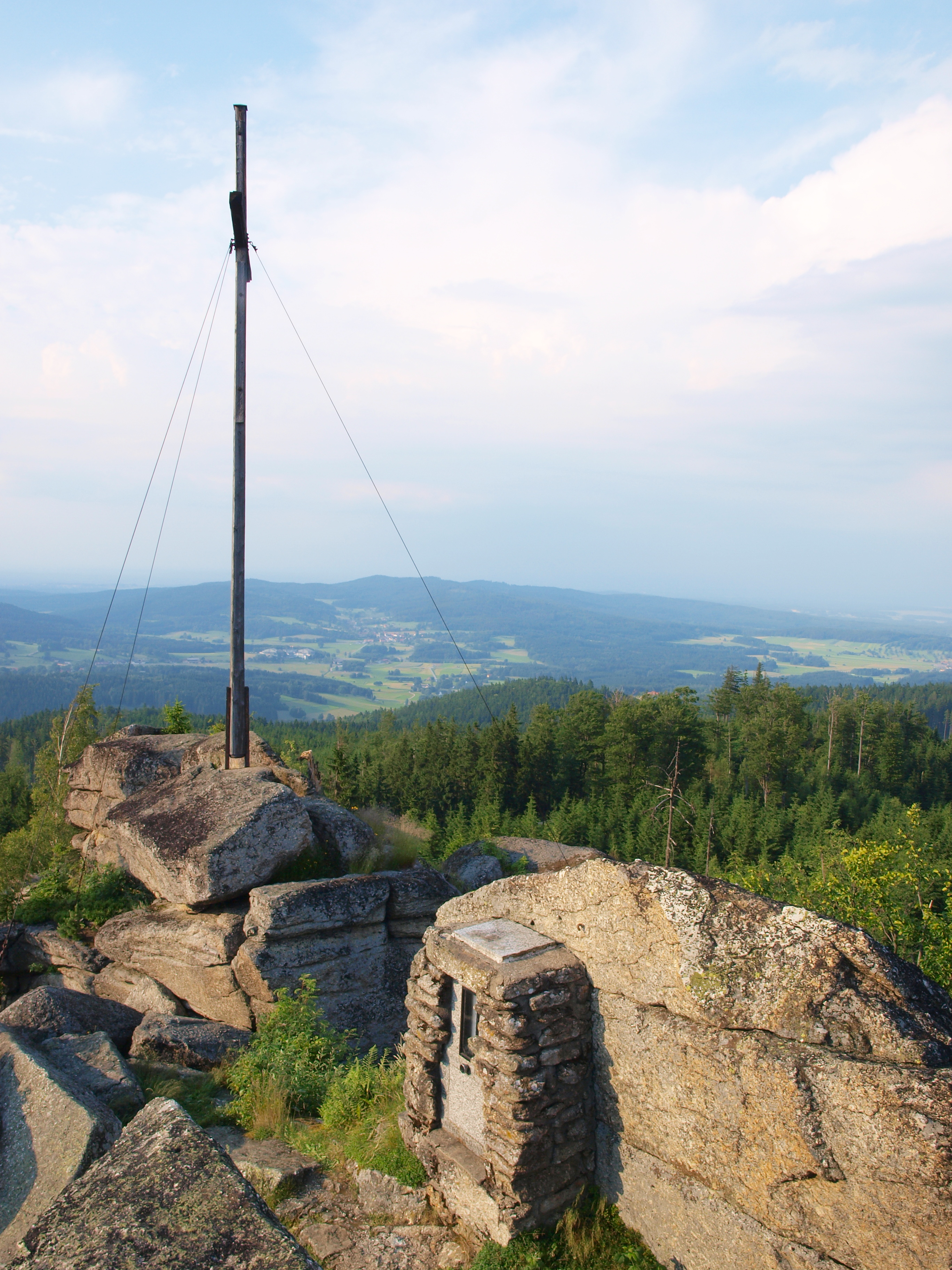
Záběr z hory Nebelstein severním směrem
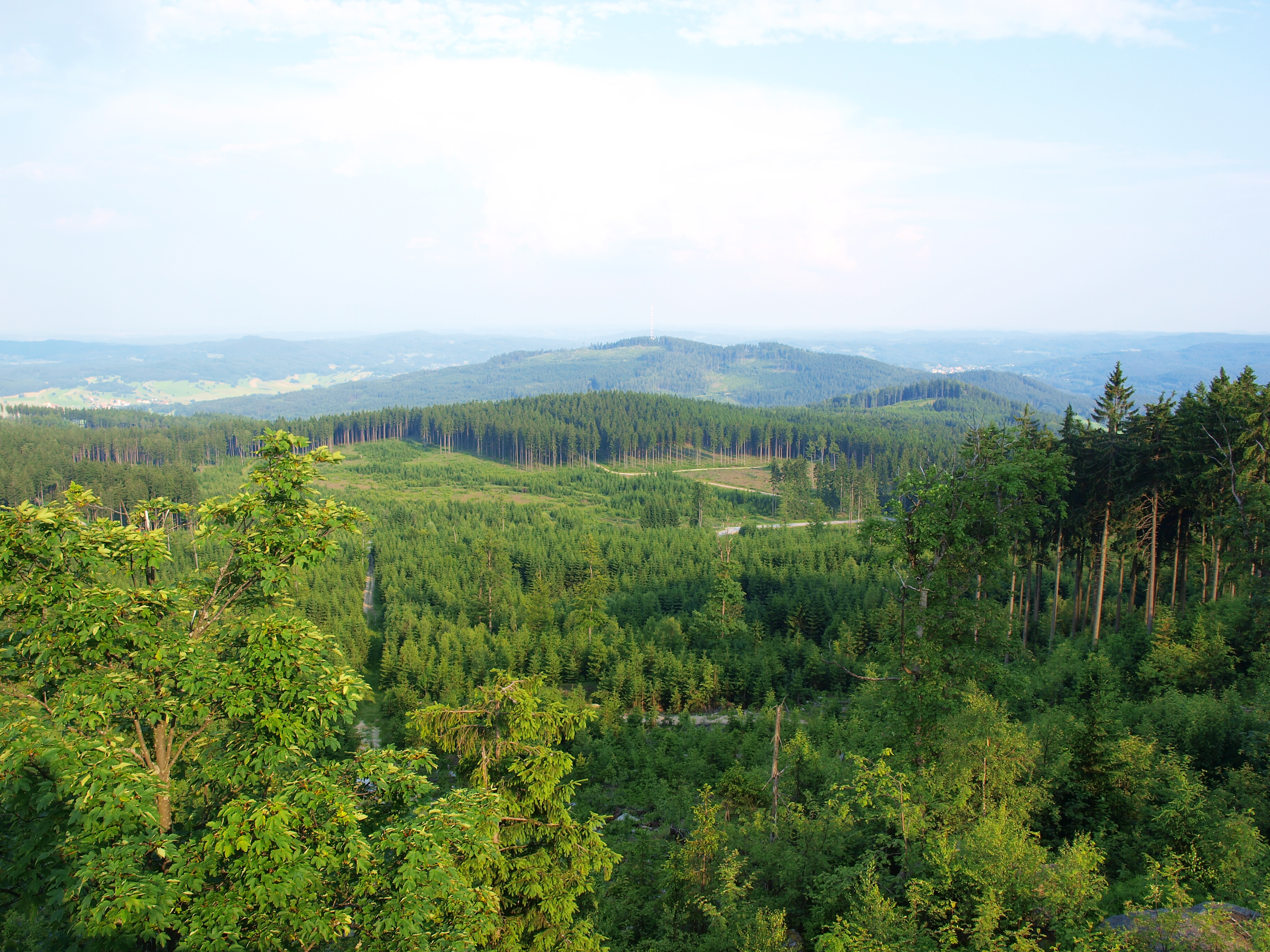
Záběr z hory Nebelstein na směr Sankt Martin